# Грант (округ, Небраска)
Округ Грант (англ. Grant County) — округ, расположенный в штате Небраска (США) с населением в 747 человек по статистическим данным переписи 2000 года. Окружной центр находится в деревне Хайаннис.

## География
По данным Бюро переписи населения США округ Грант имеет общую площадь в 2028 квадратных километров, из которых 2010 кв. километров занимает земля и 18 кв. километров — вода. Площадь водных ресурсов округа составляет 0,89 % от всей его площади.

### Соседние округа
- Черри (Небраска) — север
- Хукер (Небраска) — восток
- Артур (Небраска) — юг
- Гарден (Небраска) — запад
- Шеридан (Небраска) — северо-запад

## Демография
По данным переписи населения 2000 года в округе Грант проживало 747 человек, 226 семей, насчитывалось 292 домашнего хозяйства и 449 жилых домов. Средняя плотность населения составляла 0,37 человек на один квадратный километр. Расовый состав округа по данным переписи распределился следующим образом: 98,80 % белых, 0,13 % коренных американцев, 0,27 % азиатов, 0,80 % — других народностей. Испано- и латиноамериканцы составили 1,34 % от всех жителей округа.
Из 292 домашних хозяйств в 37,00 % — воспитывали детей в возрасте до 18 лет, 67,50 % представляли собой совместно проживающие супружеские пары, в 6,50 % семей женщины проживали без мужей, 22,60 % не имели семей. 22,30 % от общего числа семей на момент переписи жили самостоятельно, при этом 8,90 % составили одинокие пожилые люди в возрасте 65 лет и старше. Средний размер домашнего хозяйства составил 2,56 человек, а средний размер семьи — 2,98 человек.
Население округа по возрастному диапазону по данным переписи 2000 года распределилось следующим образом: 29,20 % — жители младше 18 лет, 5,20 % — между 18 и 24 годами, 24,40 % — от 25 до 44 лет, 27,60 % — от 45 до 64 лет и 13,70 % — в возрасте 65 лет и старше. Средний возраст жителей округа составил 40 лет. На каждые 100 женщин в округе приходилось 114,00 мужчин, при этом на каждых сто женщин 18 лет и старше приходилось 105,80 мужчин также старше 18 лет.
Средний доход на одно домашнее хозяйство в округе составил 34 821 доллар США, а средний доход на одну семью в округе — 37 011 долларов. При этом мужчины имели средний доход в 26 319 долларов США в год против 14 417 долларов США среднегодового дохода у женщин. Доход на душу населения в округе составил 14 815 долларов США в год. 8,20 % от всего числа семей в округе и 9,70 % от всей численности населения находилось на момент переписи населения за чертой бедности, при этом 16,70 % из них были моложе 18 лет и 0,00 % — в возрасте 65 лет и старше.

## Основные автодороги
- Автомагистраль 2
- Автомагистраль 61

## Населённые пункты
Деревни
- Хайаннис

Другие
- Эшби
- Уитмен